# Rue de la Grange-aux-Belles
La rue de la Grange-aux-Belles est une voie publique du 10e arrondissement de Paris (France). Elle commence 96, quai de Jemmapes et se termine 3, place du Colonel-Fabien.

## Situation et accès
La rue de la Grange-aux-Belles est sur le tracé d'une route sortant de Paris et rejoignant la route d'Allemagne.
La rue de la Grange-aux-Belles commence sur la rive gauche du canal Saint-Martin, au 96, quai de Jemmapes. Elle est dans le prolongement du pont tournant de la Grange-aux-Belles et de la rue de Lancry, à proximité de la passerelle Arletty et des écluses des Récollets.
Elle est globalement orientée sud-ouest/nord-est et monte vers la place du Colonel-Fabien en croisant :
- la rue Bichat ;
- la rue de l'Hôpital-Saint-Louis ;
- l'impasse Chausson ;
- la rue des Écluses-Saint-Martin ;
- la rue Juliette-Dodu.

## Origine du nom
Elle tire son nom d'une ancienne ferme, initialement la Grange aux Pelles devenues Belles par déformation ou parce que la ferme fut transformée en auberge galante,.
L'ancien nom de la grange s'expliquerait par un lien avec les fossés qui entouraient la censive Sainte-Opportune depuis le XIIe  ou le XIVe siècle.
Selon le marquis de Rochegude, le nom de Pelle ou Pellée était une mesure de bois mort. La ferme, ensuite, a été transformée en auberge galante, d’où le qualificatif de « belles ».
Selon Michel Roblin, Belles serait le patronyme des propriétaires du terrain, comme Caille a laissé son nom à la Butte-aux-Cailles.

## Historique
À l'origine, la rue de la Grange-aux-Belles commençait rue des Marais (actuellement rue Albert-Thomas) et finissait rue Carême-Prenant (actuellement rue Bichat). C'était un ancien chemin qui commençait près des fossés (actuellement rue René-Boulanger) et qui se poursuivait par la rue de Meaux jusqu'à la route d'Allemagne.
De la rue Bichat au boulevard de la Villette, la rue formait deux tronçons que séparait la rue Saint-Maur et qui furent réunis en 1836 et dénommés « rue de l'Hôpital-Saint-Louis ». La partie primitive comprise entre la rue Albert-Thomas et le quai de Valmy fut réunie à la rue de Lancry en 1852. La rue de l'Hôpital-Saint-Louis existait en 1652, elle a été dénommée pendant la Révolution « rue de l'Hôpital-du-Nord ».
Une partie de la voie délimitait la ZAC Jemmapes-Grange-aux-Belles.

## Bâtiments remarquables et lieux de mémoire
- No 4 : le graveur Antoine François Gelée (1796-1860) y a vécu.
- No 9 : le peintre Léon Cogniet (1794-1880) y possédait en 1831 un très grand atelier immortalisé par les tableaux de sa sœur Marie-Amélie Cogniet (1798-1869).
- No 9 : lieu de naissance du peintre Georges Merle en 1851.
- No 12 : l'hôpital Saint-Louis fait l’objet d’un classement au titre des monuments historiques depuis le 28 juillet 1937
- No 31: siège général de l'Union syndicale Solidaires.
- No 33 : le 18 mai 1917, les « midinettes » (ouvrières du textile) font grève. Un regroupement a lieu dans cette salle des syndicats (une photographie de l'agence Rol montre la salle de 3 000 places comble). Elles obtiennent au bout de 15 jours satisfaction à leurs revendications (augmentation et semaine anglaise), « double victoire féministe et ouvrière » commente la presse[réf. souhaitée].
- Le 11 janvier 1924, des incidents violents opposent une centaine de libertaires venus porter la contradiction lors d'une réunion de la CGTU tenue dans les locaux de la SFIC, 33, rue de la Grange-aux-Belles. Le service d'ordre du PCF tire sur les minoritaires, faisant deux morts, Nicolas Clos et Adrien Poncet[9],[10]. Actuellement occupé par la CGT, ce local accueille l'association internationale antimilitariste. Expulsée de la Bourse du travail sous l'autorité du préfet en 1906, la CGT loue une usine désaffectée sise au numéro 33, qu'elle acquiert par la suite[11].

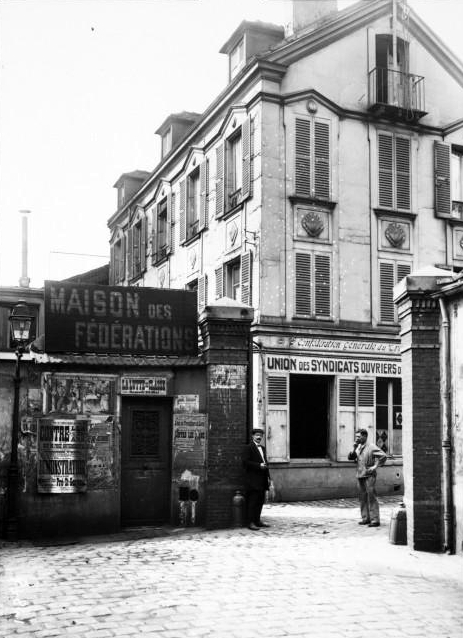
Maison des Fédérations, no 33, rue de la Grange-aux-Belles, en 1913.
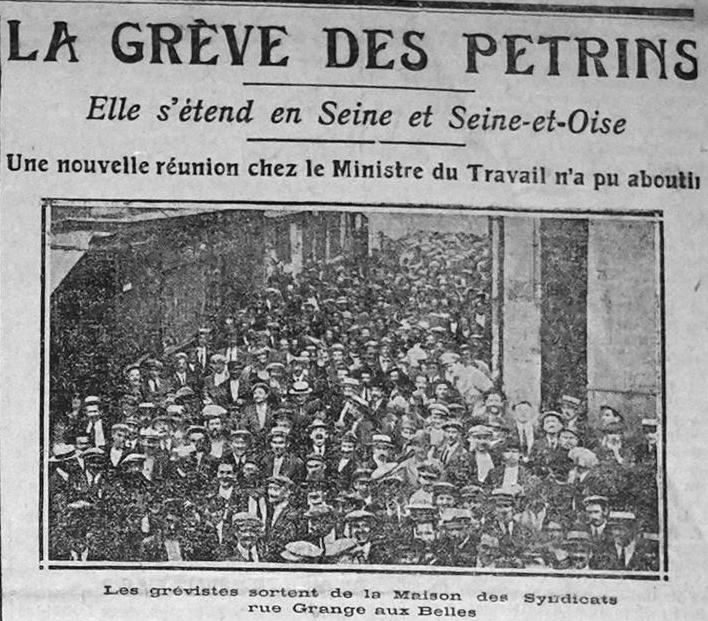
Grèves de pétrins en 1924 dans la rue.

- Nos 41 à 47 : emplacement d'un ancien cimetière pour les protestants étrangers[12].
- No 53 : vers ce numéro de la rue se situaient le gibet de Montfaucon[13] et le cimetière Saint-Louis des protestants étrangers, d'où fut récupéré le corps du héros de l'indépendance américaine John Paul Jones, en 1905[14]. À partir de 1533, André Vésale, qui habitait la rue, y récupéra de nombreux corps pour ses expériences.

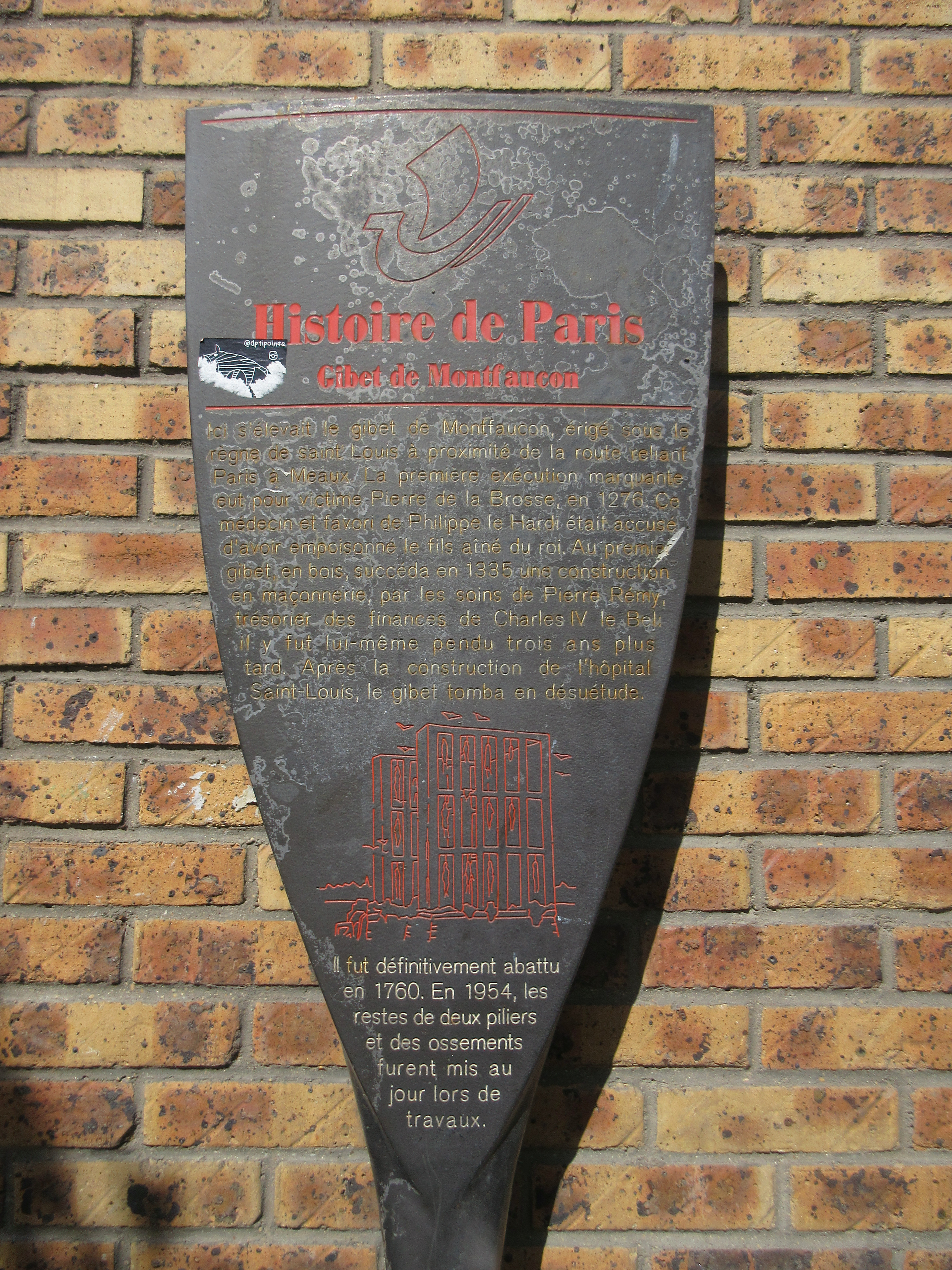
Panneau Histoire de Paris « Gibet de Montfaucon ».

- No 55 : la société Salmson y avait son siège.

- No 59 : une fonderie d'un fils Hildebrand y existe en 1847[15].

- À l'extrémité nord-est de la rue et bordant la place du Combat, aujourd'hui place du Colonel-Fabien, se trouvait la barrière du Combat dont le pavillon, dû à l'architecte Claude-Nicolas Ledoux, fut démoli après avoir été endommagé durant les combats de la Commune. Il avait été l'un des ultimes retranchements des insurgés.

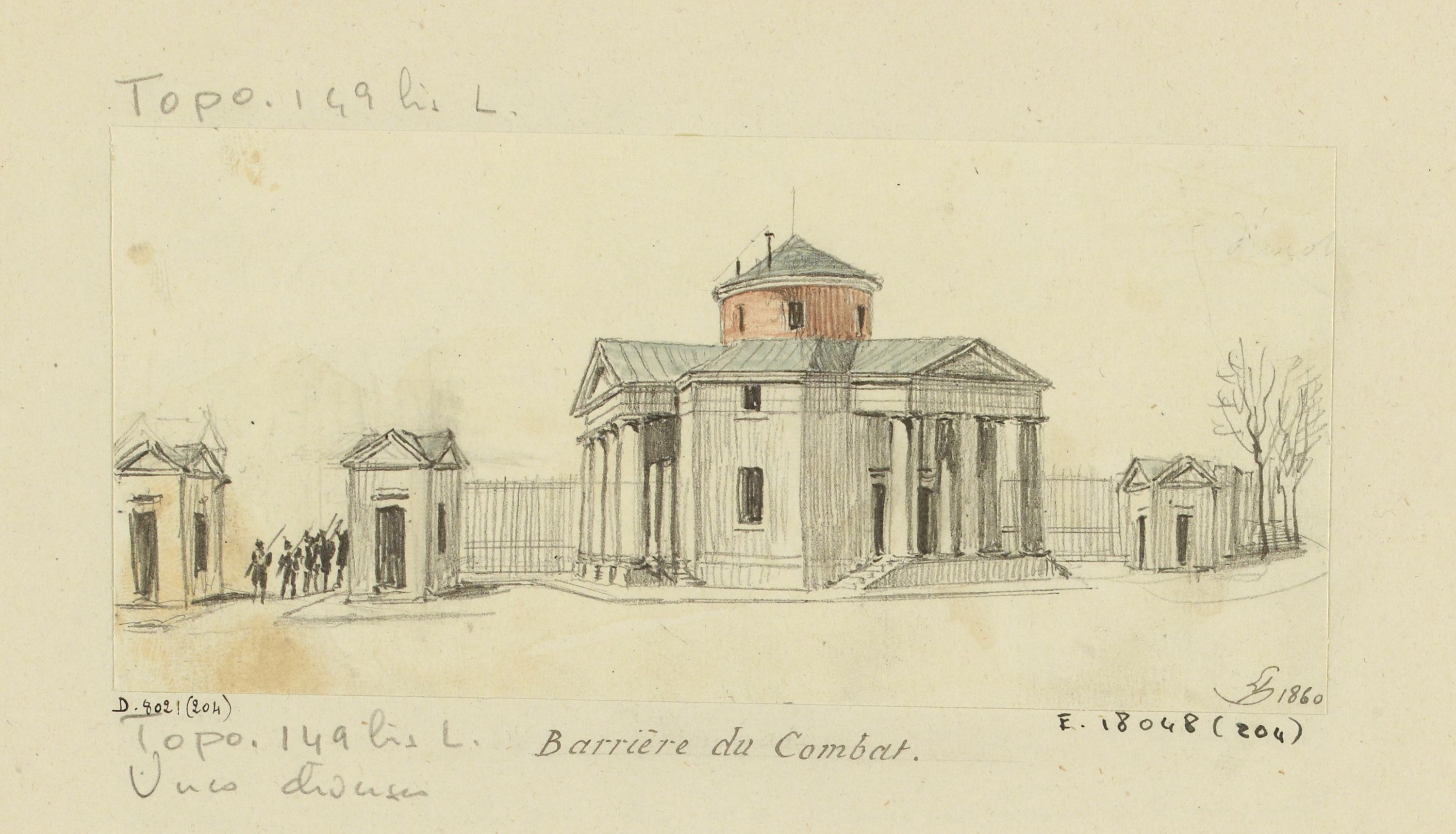
La barrière du Combat sur un dessin de 1860.
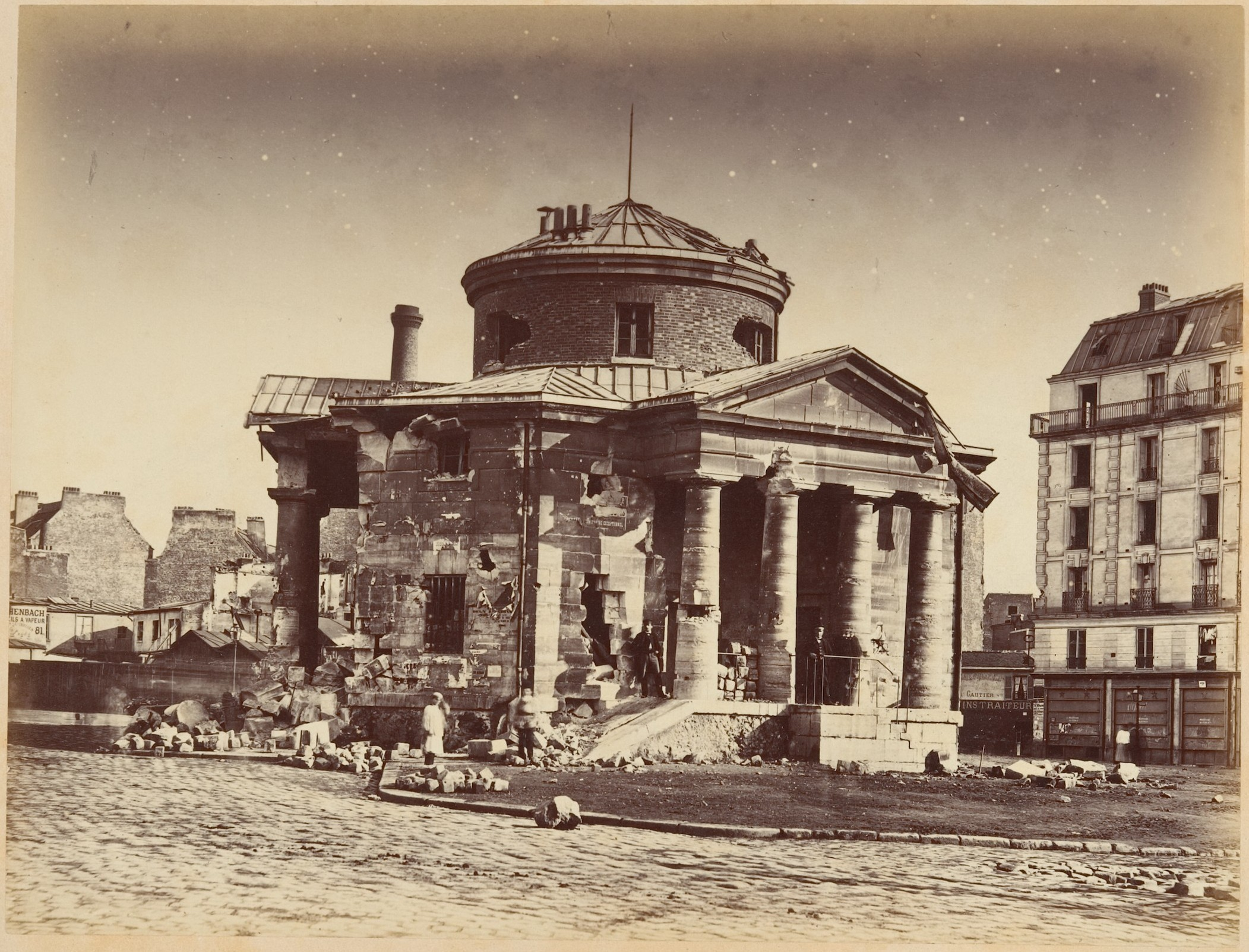
Vue, peu après la Commune, des dégâts subis par le pavillon de la barrière du Combat.